# Cantó de Selommes
El cantó de Selommes és un cantó francès del departament de Loir i Cher, situat al districte de Vendôme. Té 16 municipis i el cap és Selommes.

## Municipis
- Baigneaux
- La Chapelle-Enchérie
- Coulommiers-la-Tour
- Épiais
- Faye
- Périgny
- Pray
- Renay
- Rhodon
- Rocé
- Sainte-Gemmes
- Selommes
- Tourailles
- Villemardy
- Villeromain
- Villetrun

## Història
| Data d'elecció                           | Identitat     | Partit                         | Qualitat |
| ---------------------------------------- | ------------- | ------------------------------ | -------- |
| 1945-1972                                | André Peigné  | Divers droite                  |          |
| 1970-1972                                | Paul Cormier  | PDM                            |          |
| 1972-1994                                | Aimé Chevais  | Divers droite, després UDF-CDS |          |
| 1994-                                    | André Buisson | Divers droite                  |          |
| les dades anteriors no són pas conegudes |               |                                |          |
|                                          |               |                                |          |

## Demografia
| A partir de 1990: Població sense dobles comptes |